# محمد أباد بايين (المزرعة الشمالية)
محمد أباد بایین (بالفارسية: محمدآباد پایین) هي قرية تقع في إيران في قسم المزرعة الشمالیة الريفي. يقدر عدد سكانها بـ 483 نسمة .